# Shanghai Golden Grand Prix 2010
Lo Shanghai Golden Grand Prix 2010 è stato la 4ª edizione dell'annuale meeting di atletica leggera ed ha avuto luogo allo Stadio di Shanghai, sede delle partite di calcio all'Olimpiade di Pechino, dalle ore 18:20 alle 21:55 UTC+8 del 23 maggio 2010. Il meeting è stato anche la seconda tappa del circuito ufficiale IAAF Diamond League 2010.

## Programma
Durante il meeting si sono svolte 16 specialità, 9 maschili e 7 femminili: di queste, 8 maschili e 7 femminili hanno avuto validità per la classifica della Diamond League.
| # | Orario | Specialità             |
| - | ------ | ---------------------- |
| 1 | 18:30  | Lancio del disco       |
| 2 | 19:40  | Salto con l'asta       |
| 3 | 19:43  | Salto in alto          |
| 4 | 20:20  | Lancio del giavellotto |
| 5 | 20:25  | 400 m                  |
| 6 | 20:30  | Salto in lungo         |
| 7 | 20:35  | 200 m                  |
| 8 | 21:40  | 110 m hs               |
| 9 | 21:50  | 1500 m                 |

| # | Orario | Specialità     |
| - | ------ | -------------- |
| 1 | 18:20  | Getto del peso |
| 2 | 18:35  | Salto triplo   |
| 3 | 20:05  | 400 m hs       |
| 4 | 20:15  | 100 m          |
| 5 | 20:45  | 3000 m siepi   |
| 6 | 21:05  | 800 m          |
| 7 | 21:15  | 5000 m         |

     Specialità valide per la Diamond League

## Risultati
Di seguito i primi tre classificati di ogni specialità.

### Uomini
| Specialità             |                     | Prestazione | 2º classificato    | Prestazione | 3º classificato      | Prestazione |
| 200 m                  | Usain Bolt          | 19.76       | Angelo Taylor      | 20.34       | Ryan Bailey          | 20.43       |
| 400 m                  | Jeremy Wariner      | 45.41       | David Neville      | 45.70       | Michael Bingham      | 45.84       |
| 1500 m                 | Augustine Choge     | 3'32.20     | Asbel Kiprop       | 3'32.22     | Mekonnen Gebremedhin | 3'33.35     |
| 110 m hs               | David Oliver        | 12.99       | Dongpeng Shi       | 13.39       | Liu Xiang            | 13.40       |
| Salto in lungo         | Fabrice Lapierre    | 8.30 m      | Dwight Phillips    | 8.18 m      | Xiongfeng Su         | 8.06 m      |
| Salto in alto          | Sylwester Bednarek  | 2.24 m      | Jesse Williams     | 2.24 m      | Linus Thörnblad      | 2.24 m      |
| Salto con l'asta       | Malte Mohr          | 5.70 m      | Aleksander Gripich | 5.60 m      | Maksym Mazuryk       | 5.60 m      |
| Lancio del disco       | Zoltán Kővágó       | 69.69 m     | Robert Harting     | 68.69 m     | Piotr Małachowski    | 68.66 m     |
| Lancio del giavellotto | Andreas Thorkildsen | 86.11 m     | Petr Frydrich      | 85.60 m     | Vítězslav Veselý     | 82.95 m     |

     Atleti al primo posto nella classifica di specialità.
     Prestazione che stabilisce il nuovo record del meeting.

### Donne
| Specialità     |                    | Prestazione | 2ª classificata   | Prestazione | 3ª classificata    | Prestazione |
| 100 m          | Carmelita Jeter    | 11.09       | Shelly-Ann Fraser | 11.29       | Chandra Sturrup    | 11.38       |
| 800 m          | Janeth Jepkosgei   | 2'01.06     | Jennifer Meadows  | 2'01.34     | Kenia Sinclair     | 2'01.87     |
| 5000 m         | Sentayehu Ejigu    | 14'30.96    | Linet Masai       | 14'31.14    | Meselech Melkamu   | 14'31.91    |
| 400 m hs       | Lashinda Demus     | 53.34       | Natalya Antyukh   | 54.83       | Anna Jesień        | 55.12       |
| 3000 m siepi   | Gladys Kipkemoi    | 9'16.82     | Milcah Cheywa     | 9'20.83     | Lidia Jebet Rotich | 9'21.38     |
| Salto triplo   | Olga Rypakova      | 14.89 m     | Yargelis Savigne  | 14.61 m     | Anna Pyatykh       | 13.94 m     |
| Getto del peso | Nadezhda Ostapchuk | 20.70 m     | Valerie Vili      | 19.72 m     | Lijiao Gong        | 19.60 m     |

     Atlete al primo posto nella classifica di specialità.
     Prestazione che stabilisce il nuovo record del meeting.